# UFC 43
UFC 43: Meltdown fue un evento de artes marciales mixtas celebrado por Ultimate Fighting Championship el 6 de junio de 2003 en el Thomas & Mack Center, en Las Vegas, Nevada, Estados Unidos.

## Historia
Ken Shamrock fue originalmente programado para hacer frente a Ian Freeman en este evento, pero se vio obligado a salir de la tarjeta por una rotura de ligamentos. Vernon White intervendría en su reemplazo.

## Resultados

### Tarjeta preliminar
- Peso pesado: Pedro Rizzo vs. Tra Telligman

Rizzo derrotó a Telligman vía TKO (corte) en el 4:25 de la 2ª ronda.
- Peso medio: Matt Lindland vs. Falaniko Vitale

Vitale derrotó a Lindland vía TKO (golpes) en el 1:56 de la 1ª ronda.
- Peso ligero: Yves Edwards vs. Eddie Ruiz

Edwards derrotó a Ruiz vía decisión unánime (30–27, 30–27, 30–27)

### Tarjeta principal
- Peso pesado: Frank Mir vs. Wes Sims

Mir derrotó a Sims vía descalificación (pisotones en la cabeza de un oponente caído) en el 2:56 de la 1ª ronda.
- Peso pesado: Ian Freeman vs. Vernon White

Freeman y White empataron en un empate dividido (30–27, 28–29, 29–29)
- Peso semipesado: Vitor Belfort vs. Marvin Eastman

Belfort derrotó a Eastman vía TKO (rodillazos y golpes) en el 1:07 de la 1ª ronda.
- Peso pesado: Kimo Leopoldo vs. Tank Abbott

Leopoldo derrotó a Abbott vía sumisión (arm triangle choke) en el 1:59 de la 1ª ronda.
- Campeonato Interino de Peso Semipesado: Chuck Liddell vs. Randy Couture

Couture derrotó a Liddell vía TKO (golpes) en el 2:39 de la 3ª ronda. Couture se convierte en el campeón interino de peso semipesado, y en la primera persona en ganar un título en dos divisiones de peso diferentes (Couture era un campeón de peso pesado en dos tiempos).